# Първи дивизионен артилерийски полк
Първи дивизионен артилерийски полк е български артилерийски полк, взел участие във Втората световна война (1941 – 1945).

## История
Полкът е формиран в Русе съгласно заповед №51 от 15 октомври 1935 година. Взема участие във втората фаза на участието на България във Втората световна война срещу Третия Райх в състава на 5-а пехотна дунавска дивизия. На 30 декември 1944 г. съгласно заповед №207 за командир на полка е назначен подполковник Първан Вучков. Сражава се в Брегалнишко-струмишката операция, като бойният път на полка преминава през Царево село, Кочани, река Брегалница и достига до Щип. Във военните действия загиват 21 бойци.
| Списък на загиналите бойци от полка по време на Втората световна война | Списък на загиналите бойци от полка по време на Втората световна война | Списък на загиналите бойци от полка по време на Втората световна война | Списък на загиналите бойци от полка по време на Втората световна война | Списък на загиналите бойци от полка по време на Втората световна война | Списък на загиналите бойци от полка по време на Втората световна война | Списък на загиналите бойци от полка по време на Втората световна война | Списък на загиналите бойци от полка по време на Втората световна война |
| №                                                                      | Звание                                                                 | Име                                                                    | Набор                                                                  | Месторождение                                                          | Дата на смъртта                                                        | Починал                                                                | Погребан                                                               |
| ---------------------------------------------------------------------- | ---------------------------------------------------------------------- | ---------------------------------------------------------------------- | ---------------------------------------------------------------------- | ---------------------------------------------------------------------- | ---------------------------------------------------------------------- | ---------------------------------------------------------------------- | ---------------------------------------------------------------------- |
| 1.                                                                     | кандидат-подофицер                                                     | Ангел Минчев Димитров                                                  | 1910                                                                   | с. Караманово                                                          | 16 юни 1944                                                            | държавна болница, Стара Загора                                         | Стара Загора                                                           |
| 2.                                                                     | подофицер                                                              | Енчо Петров Иванов Топчиев                                             | 1920                                                                   | с. Каялия, Румъния                                                     | 16 октомври 1944                                                       | с. Тработивище, Кочанско                                               | с. Тработивище, Кочанско                                               |
| 3.                                                                     | подофицер                                                              | Иван Антонов Димитров                                                  | 1920                                                                   | с. Бяла черква                                                         | 2 ноември 1944                                                         | кота 1008, Струмица                                                    | кота 1008, Струмица                                                    |
| 4.                                                                     | редник                                                                 | Иван Костадинов Коев                                                   | 1911                                                                   | с. Клъшка река                                                         | 15 октомври 1944                                                       | Берово, Югославия                                                      | Берово, Югославия                                                      |
| 5.                                                                     | поручик, д-р                                                           | Иван Петров Армов                                                      | 1912                                                                   | с. Караисен                                                            | 5 юли 1944                                                             | държавна болница, Бургас                                               | с. Караисен                                                            |
| 6.                                                                     | подофицер                                                              | Илия Александров Димитров                                              | 1914                                                                   | мах. Божевци, с. Стара река                                            | 3 ноември 1944                                                         | с. Дървош, Струмишко                                                   | с. Дървош, Струмишко                                                   |
| 7.                                                                     | редник                                                                 | Лука Илиев Воденчаров                                                  | 1926                                                                   | Панагюрище                                                             | 14 юни 1945                                                            | Общовойскова болница, София                                            | Панагюрище                                                             |
| 8.                                                                     | подофицер                                                              | Марин Димитров Стайков                                                 | 1915                                                                   | с. Люляково                                                            | 10 ноември 1944                                                        | с. Краймировац, Вранско                                                | с. Кленике, Вранско                                                    |
| 9.                                                                     | редник                                                                 | Милан Станев Христов                                                   | 1915                                                                   | мах. Долни чукани, Еленско                                             | 7 май 1944                                                             | с. Шабла, Балчишко                                                     | Долни чукани, Еленско                                                  |
| 10.                                                                    | подофицер                                                              | Никола Александров Ангелов                                             | 1916                                                                   | с. Миндя                                                               | 23 октомври 1944                                                       | с. Виница, Кочанско                                                    | с. Виница, Кочанско                                                    |
| 11.                                                                    | редник                                                                 | Никола Кръстев Малаков                                                 | 1914                                                                   | с. Миндя                                                               | 3 ноември 1944                                                         | с. Дървош, Струмишко                                                   | с. Дървош, Струмишко                                                   |
| 12.                                                                    | кандидат-подофицер                                                     | Семо Русев Стефанов                                                    | 1914                                                                   | с. Ветово                                                              | 14 септември 1944                                                      | болница, Бургас                                                        | с. Ветово                                                              |
| 13.                                                                    | кандидат-подофицер                                                     | Стефан Василев Радев                                                   | 1920                                                                   | с. Златарица                                                           | 3 ноември 1944                                                         | с. Дървош, Струмишко                                                   | с. Дървош, Струмишко                                                   |
| 14.                                                                    | кандидат-подофицер                                                     | Тодор Мишев Станков                                                    | 1922                                                                   | с. Иваново                                                             | 17 октомври 1944                                                       | с. Царево село, Македония                                              | Дупница                                                                |
| 15.                                                                    | ефрейтор                                                               | Тодор Христов Садъчев                                                  | 1920                                                                   | с. Киевци                                                              | 12 октомври 1944                                                       | Военна болница, Горна Джумая                                           | Горна Джумая                                                           |
| 16.                                                                    | редник                                                                 | Троян Серафимов Факиров                                                | 1909                                                                   | с. Паскалевец                                                          | 16 септември 1944                                                      | 7-а дивизионна болница, Дупница                                        | Дупница                                                                |

След Деветосептемврийския преврат за заместник-командир на полка формално е назначен бъдещият диктатор Тодор Живков, но на практика той не заема длъжността в полка, воюващ на фронта, а остава на партийна служба в София.

## Командири
Званията са към датата на заемане на длъжността.
| №  | Звание       | Име              | Дати                                |
| -- | ------------ | ---------------- | ----------------------------------- |
| 1. | Полковник    | Димитър Станчев  | 1935 – 1935                         |
| 2. | Полковник    | Петър Илинов     | 1935 – 1939?                        |
|    | Полковник    | Димитър Младенов | 26 октомври 1940 – началото на 1943 |
|    | Подполковник | Иван Цонев       | 1944 – 1944                         |
|    | Подполковник | Първан Вучков    | 30 декември 1944 – 1946             |